# Stenotarsus angustulus
Stenotarsus angustulus là một loài bọ cánh cứng trong họ Endomychidae. Loài này được Gerstascker miêu tả khoa học năm 1858.